# Owando
Owando – miasto w centralnej części Konga. Stolica regionu Cuvette, leży nad rzeką Kouyou. W mieście znajduje się duże targowisko i port lotniczy. Zamieszkuje je około 19 tysięcy osób (1996).